# Franco Morbidelli
Franco Morbidelli (ur. 4 grudnia 1994 w Rzymie) – włoski motocyklista.

## Kariera

### Początki
Franco swój pierwszy międzynarodowy sukces osiągnął w 2013 roku, kiedy to po zaciętej walce z zespołowym partnerem Alessandro Nocco sięgnął po tytuł w Mistrzostwa Europy Superstock 600. Reprezentując ekipę San Carlo Team Italia na motocyklu Kawasaki, Morbidelli pięciokrotnie stawał na podium, w tym dwukrotnie na najwyższym jego stopniu (na torze imienia Enzo i Dino Ferrari oraz Algarve). Swojego rodaka wyprzedził o osiemnaście punktów.

### Moto2
Dzięki dobrym wynikom w wyścigach motocykli seryjnych, Franco otrzymał szansę debiutu jeszcze w tym samym roku w wyścigach Grand Prix Moto2, od włoskiego zespołu Federal Oil Gresini Moto2. Dosiadając Sutera, rundę o GP San Marino na torze imienia Marco Simoncelliego zakończył na dwudziestym miejscu. Po zakończeniu sezonu w Mistrzostwach Europy Superstock 600 wystartował jeszcze w kończących sezon GP Japonii i Walencji. W pierwszym starcie dojechał osiemnasty, natomiast w drugim siedemnasty.
W kolejnym sezonie podpisał kontrakt z inną włoską ekipą - Italtrans Racing Team - na starty w pełnym wymiarze. Morbidelli pierwsze punkty wywalczył w trzecim starcie, na argentyńskim torze Termas de Rio Hondo, gdzie dojechał na trzynastej lokacie. Dwa tygodnie później, na francuskim obiekcie Bugatti, zmagania zakończył na dziesiątej pozycji. W całym sezonie dziesięciokrotnie sięgał po punkty, w tym sześciokrotnie dojeżdżał w czołowej ósemce. Najwyżej sklasyfikowany został podczas GP Aragonii, kiedy to zajął piąte miejsce. Dorobek siedemdziesięciu pięciu punktów pozwolił mu zająć 11. lokatę w końcowej klasyfikacji.
W drugim roku współpracy z włoskim zespołem Franco prezentował wyjątkowo równą formę w pierwszych pięciu wyścigach sezonu, regularnie dojeżdżając na piątym bądź szóstym miejscu. Znakomitą serię zakończyła dopiero awaria motocykla podczas domowej rundy na torze Mugello. Pierwsze podium odnotował podczas GP Indianapolis, kiedy to zajął trzecią pozycję z najszybszym okrążeniem wyścigu. Udaną pierwszą połowę sezonu zakończyła kontuzja nogi, która wykluczyła Włocha z rund na torach w Wielkiej Brytanii, San Marino, Aragonii i Japonii. Franco powrócił do startów podczas australijskiej eliminacji na Wyspie Filipa. Mimo niepełnej sprawności, Włoch zdołał dojechać na jedenastej lokacie. Dziewięćdziesiąt punktów zapewniło Morbidelliemu 10. miejsce w klasyfikacji generalnej.
Obiecujący poprzedni sezon w 2016 roku zaowocował nawiązaniem współpracy z utytułowaną ekipą Estrella Galicia 0,0 Marc VDS. Początki nie były łatwe - Framco na pierwsze podium czekał osiem rund - doczekał się podczas GP Holandii, gdzie był trzeci. Zdecydowany przełom nastąpił w drugiej połowie sezonu. Obok mistrza świata z Francji, Johanna Zarco, Franco był najczęściej stającym na podium zawodnikiem. Włoch dokonał tego w siedmiu z dziewięciu wyścigów. Mimo to nie udało mu się odnieść zwycięstwa - najbliżej sukcesu był podczas GP Australii, gdzie przegrał ze Szwajcarem Thomasem Luthim różnicą zaledwie jednej setnej sekundy. Do podium klasyfikacji generalnej, który dopełnił Hiszpan Álex Rins, zabrakło mu zaledwie jednego punktu. Sezon zakończył z dorobkiem dwustu trzynastu punktów i trzema najlepszymi okrążeniami wyścigu.
W drugim roku współpracy z belgijską ekipą Morbidelli przejął schedę po Zarco i od początku sezonu nadawał ton rywalizacji. W przeciągu pięciu wyścigów rozpoczynających sezon Włoch czterokrotnie sięgał po zwycięstwo. Wyścigu na hiszpańskim torze Jerez de la Frontera nie ukończył na skutek wywrotki po walce ze swoim zespołowym partnerem, Hiszpanem Alexem Marquezem. Po zakończeniu wyścigu o GP Włoch i Katalonii poza podium przyszły kolejne wspaniałe triumfy na torach w Holandii i Niemczech. Do przedostatniej eliminacji sezonu na malezyjskim torze Sepang, jego najgroźniejszym rywalem w walce o tytuł mistrzowski pozostawał bardzo konsekwentny Thomas Luthi. W trakcie treningów Szwajcar nabawił się jednak kontuzji, która wykluczyła go ze startu i tym samym zapewniła Morbidelliemu drugi w karierze tytuł mistrzowski na dwa wyścigi przed końcem sezonu.

### MotoGP
Jeszcze w trakcie sezonu 2017 Morbidelli podpisał kontrakt z belgijską ekipą na starty w królewskiej klasie. Jego zespołowym partnerem został Thomas Luthi. Od sezonu 2018 prowadzi motocykl Yamahy.

## Statystyki

### Sezony
| Sezon   | Klasa   | Motocykl | Wyścigi | Zwycięstwa | Podia | PP | NO | Pkt. | Poz. |
| ------- | ------- | -------- | ------- | ---------- | ----- | -- | -- | ---- | ---- |
| 2013    | Moto2   | Suter    | 3       | 0          | 0     | 0  | 0  | 0    | NS   |
| 2014    | Moto2   | Kalex    | 18      | 0          | 0     | 0  | 0  | 75   | 11   |
| 2015    | Moto2   | Kalex    | 14      | 0          | 1     | 0  | 2  | 90   | 10   |
| 2016    | Moto2   | Kalex    | 18      | 0          | 8     | 0  | 3  | 213  | 4    |
| 2017    | Moto2   | Honda    | 18      | 8          | 12    | 6  | 8  | 308  | 1    |
| 2018    | MotoGP  | Yamaha   | 16      | 0          | 0     | 0  | 0  | 115  | 10   |
| 2019    | MotoGP  | Yamaha   | 19      | 0          | 0     | 0  | 0  | 158  | 2    |
| 2020    | MotoGP  | Yamaha   | 14      | 3          | 5     | 2  | 1  | 158  | 2    |
| 2021    | MotoGP  | Yamaha   | 13      | 0          | 1     | 0  | 0  | 47   | 17   |
| 2022    | MotoGP  | Yamaha   | 20      | 0          | 0     | 0  | 0  | 42   | 19   |
| 2023    | MotoGP  | Yamaha   | 20      | 0          | 0     | 0  | 0  | 102  | 13   |
| Łącznie | Łącznie | Łącznie  | 173     | 11         | 27    | 8  | 14 | 1200 |      |

* – sezon w trakcie

### Starty
| Sezon | Klasa  | Motocykl    | 1      | 2      | 3      | 4       | 5       | 6      | 7      | 8      | 9      | 10      | 11     | 12       | 13      | 14     | 15     | 16     | 17     | 18      | 19      | 20     | 21  | 22  | Poz. | Pkt. |
| ----- | ------ | ----------- | ------ | ------ | ------ | ------- | ------- | ------ | ------ | ------ | ------ | ------- | ------ | -------- | ------- | ------ | ------ | ------ | ------ | ------- | ------- | ------ | --- | --- | ---- | ---- |
| 2013  | Moto2  | Suter Honda | QAT    | TEX    | SPA    | FRA     | ITA     | CAT    | NED    | GER    | IND    | CZE     | GBR    | RSM 26   | ARA     | MAL    | AUS    | JPN 18 | VAL 17 |         |         |        |     |     | NS*  | 0*   |
| 2014  | Moto2  | Kalex       | QAT 25 | AME 17 | ARG 13 | SPA 20  | FRA 10  | ITA 10 | CAT 21 | NED 6  | GER 24 | IND NU  | CZE 8  | GBR 6    | RSM 7   | ARA 5  | JPN 7  | AUS 13 | MAL NU | VAL 21  |         |        |     |     | 11   | 75   |
| 2015  | Moto2  | Kalex       | QAT 5  | AME 5  | ARG 5  | SPA 6   | FRA 5   | ITA NU | CAT 8  | NED 19 | GER NU | IND 3   | CZE 10 | GBR      | RSM     | ARA    | JPN    | AUS 11 | MAL 15 | VAL NU  |         |        |     |     | 10   | 90   |
| 2016  | Moto2  | Kalex       | QAT 7  | ARG 25 | AME 14 | ESP 4   | FRA 4   | ITA 8  | CAT 11 | NED 3  | GER NU | AUT 2   | CZE 8  | GBR 2    | SMR 5   | ARA 3  | JPN 3  | MAL 2  | AUS 2  | VAL 3   |         |        |     |     | 4    | 213  |
| 2017  | Moto2  | Kalex       | QAT 1  | AME 1  | ARG 1  | SPA NU  | FRA 1   | ITA 4  | CAT 5  | NED 1  | GER 1  | CZE 8   | AUT 1  | GBR 3    | RSM NU  | ARA 1  | JPN 8  | AUS 3  | MAL 3  | VAL 2   |         |        |     |     | 1    | 308  |
| 2018  | MotoGP | Honda       | QAT 12 | AME 14 | ARG 21 | SPA 9   | FRA 13  | ITA 15 | CAT 14 | NED NS | GER wc | CZE 13  | AUT 19 | GBR odw. | RSM 12  | ARA 11 | THA 14 | JPN 11 | AUS 8  | MAL 12  | VAL NU  |        |     |     | 15   | 50   |
| 2019  | MotoGP | Yamaha      | QAT 11 | AME NU | ARG 5  | SPA 7   | FRA 7   | ITA NU | CAT NU | NED 5  | GER 9  | CZE NU  | AUT 10 | GBR 5    | RSM 5   | ARA NU | THA 6  | JPN 6  | AUS 11 | MAL 6   | VAL NU  |        |     |     | 10   | 115  |
| 2020  | MotoGP | Yamaha      | SPA 5  | ANC NU | CZE 2  | AUS NU  | STY 15  | RSM 1  | ITA 9  | CAT 4  | FRA NU | ARA 6   | TER 1  | EU 11    | VAL 1   | ARA 3  |        |        |        |         |         |        |     |     | 2    | 158  |
| 2021  | MotoGP | Yamaha      | QAT 18 | DOH 12 | POR 4  | SPA 3   | FRA 16  | ITA 16 | CAT 9  | GER 18 | NED    | STY     | AUT    | GBR      | ARA     | RSM 18 | AME 19 | EMI 14 | ALG 17 | VAL 11  |         |        |     |     | 17   | 47   |
| 2022  | MotoGP | Yamaha      | QAT 11 | INA 7  | ARG NU | AME 16  | POR 13  | SPA 15 | FRA 15 | ITA 17 | CAT 13 | GER 13  | NED NU | GBR 15   | AUT NU  | RSM NU | ARA 17 | JPN 14 | THA 13 | AUS NU  | MAL 11  | VAL 10 |     |     | 19   | 42   |
| 2023  | MotoGP | Yamaha      | POR 14 | ARG 4  | AME 8  | SPA 11  | FRA 10  | ITA 10 | GER 12 | NED 9  | GBR 14 | AUT 119 | CAT 14 | RSM 15   | IND 7   | JPN 17 | INA 14 | AUS 17 | THA 11 | MAL 7   | QAT 16  | VAL 7  |     |     | 13   | 102  |
| 2024  | Moto2  | KTM         | QAT 18 | POR 18 | AME NU | SPA NU4 | FRA 7   | CAT NU | ITA 64 | NED 9  | GER 5  | GBR 10  | AUT 86 | ARA 6    | RSM NU3 | IND 59 | INA 45 | JPN 5  | AUS 65 | THA NU6 | MAL 146 | VAL 86 |     |     | 9    | 173  |
| 2025  | MotoGP | KTM         | THA 45 | ARG 37 | AME 45 | QAT 3   | SPA NU4 | FRA 15 | GBR 4  | ARA 54 | ITA 67 | NED 78  | GER NW | CZE      | AUT 11  | HUN    | CAT    | RSM    | JPN    | INA     | AUS     | MAL    | POR | VAL | 5*   | 144* |

* – sezon w trakcie